# Gazette de la Société mathématique de France
La Gazette de la Société Mathématique de France est le bulletin de la Société mathématique de France (SMF).

## Contenu
La Gazette de la Société Mathématique de France (anciennement Gazette des mathématiciens, de 1963 à 2022) s'adresse à toute personne intéressée par ce qui a trait aux mathématiques : l'histoire de cette discipline, ses interactions avec la physique, l'informatique et la biologie. Elle renseigne sur l'actualité des mathématiques, les parutions récentes, mais également sur ce qui concerne l'activité professionnelle en mathématiques. Elle publie également des tribunes libres.
La Gazette paraît chaque trimestre, avec éventuellement un numéro spécial par an. Elle est consultable en ligne en open access ; les adhérents de la SMF la reçoivent gratuitement.
La rédactrice en chef est depuis janvier 2023 Pauline Lafitte, succédant à Damien Gayet (2019-2022), Boris Adamczewski (2014-2019), Vu Ngoc San (2011-2014), Bernard Helffer (2014), Frédéric Patras (2008-2011),  Zindine Djadli (2007-2008), Colette Anné (2002-2007), Gérard Besson (2000-2002), Daniel Barsky (1997-2000), Marc Chaperon (1993-1994), Marc Hindry (1993-1997), Jean-Yves Merindol (1989-1993), Francis Sergeraert (1987-1989).

### Édition
La revue est composée à l'aide du système de composition de documents LaTeX et, au sein de celui-ci, bénéficie d'une classe sur mesure.